# Дом Советов (Великий Новгород)
Дом Советов — административное здание в Великом Новгороде, в котором размещаются Правительство Новгородской области и Новгородская областная дума. Расположено по адресу: площадь Победы-Софийская, 1.

## История
Ранее на месте Дома Советов располагался Съезжий дом, где размещались полицейская часть и пожарная команда. Во время Великой Отечественной войны здание сильно пострадало и было разобрано.

### Проект Щусева
Дом Советов был запланирован в рамках послевоенного восстановления Новгорода. 28 марта 1945 года постановлением СНК РСФСР была утверждена схема генерального плана, разработанная под руководством академика А. В. Щусева. 1 ноября 1945 года Новгород вошёл в число 15 городов СССР, подлежащих первоочередному восстановлению. Первоначальный проект здания на площади Победы предполагал здание, использующее черты новгородской архитектуры. «Архитектура Новгорода проста, — писал Щусев, — линии арок и сводов, пропорции выисканы с чрезвычайной простотой и скромностью и вместе с тем с большой значимостью великого искусства». Щусев планировал строить современные сооружения в схожем стиле с древними памятниками, чтобы создать современный архитектурный ансамбль.
Главная площадь города по проекту должна была быть застроена рядом зданий, архитектура которых основывается на традиционной для Новгорода геометрической простоте объёмов и, одновременно, их богатой пластике. Не предполагалось классических элементов — колонн, портиков и фронтонов.

### Строительство и эксплуатация
Однако в конце концов был реализован типовой проект архитекторов института «Ленгипрокоммунстрой» Н. Ф. Бровкина, М. Н. Михайлова, Л. Ю. Гальперина (проект приспосабливал к местным условиям Р. Шафрановский). Проект был впервые реализован в Пензе, позднее по тому же проекту построили Дома Советов в Липецке, Орле, Шахтах и Черкассах. Здание строилось в 1955—1959 годах.
В советское время здание занимали областной комитет КПСС и областной исполнительный комитет. После распада СССР здание заняли Правительство Новгородской области и Новгородская областная дума.

## Архитектура
В плане здание представляет собой прямоугольник с внутренним двором, в заднем корпусе которого выделяется полукруглый объём зала заседания. Архитектура здания выдержана в формах советского монументального классицизма. На главном фасаде, обращённом в сторону площади, размещены два ризалита. Фасад разделён на два яруса, нижний из которых выделен рустом. Центральную часть верхнего яруса (3—5 этажи) украшают колонны тосканского ордера, ризалиты украшают пилястры. Вход оформлен порталом. Здание венчает антаблемент с аттиком, поднимающимся от краёв к центру здания, где расположен лепной картуш с гербом СССР, знамёнами и колосьями.